# Amanita ovoidea
Amanita ovoidea är en svampart som först beskrevs av Pierre Bulliard (v. 1742–1793), och fick sitt nu gällande namn av Heinrich Friedrich Link 1833. Amanita ovoidea ingår i släktet flugsvampar och familjen Amanitaceae.   Inga underarter finns listade i Catalogue of Life.

## Källor

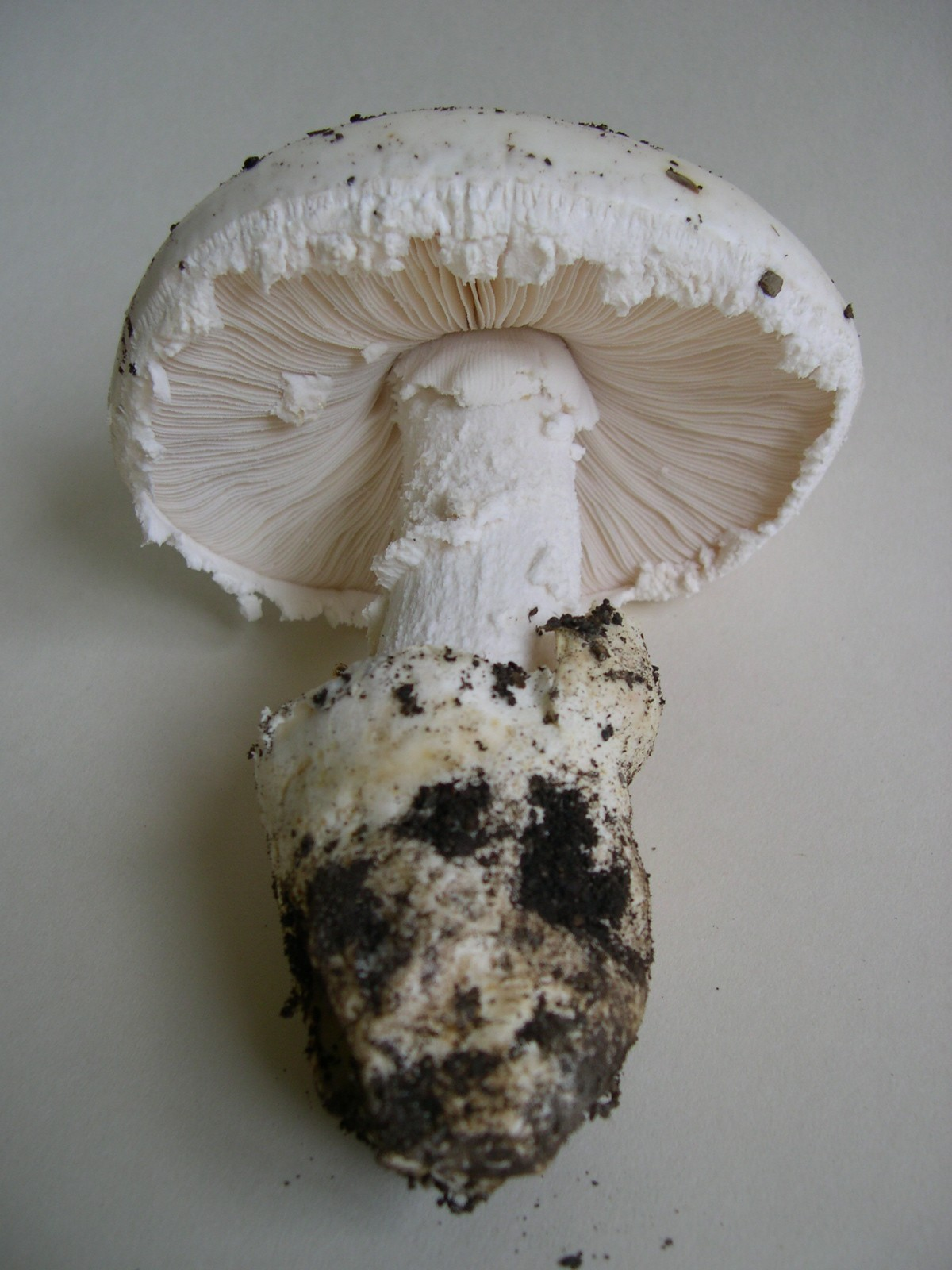
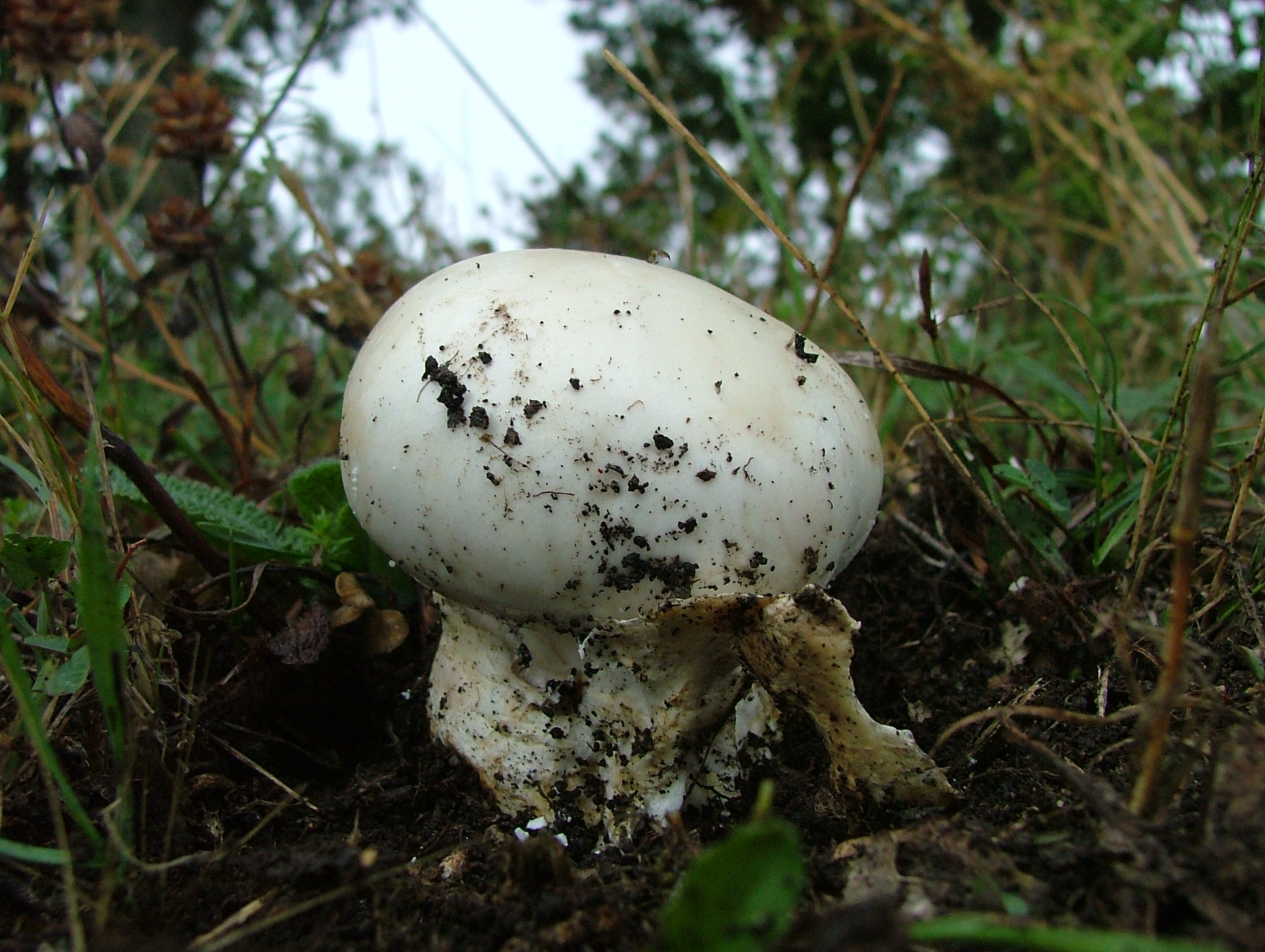
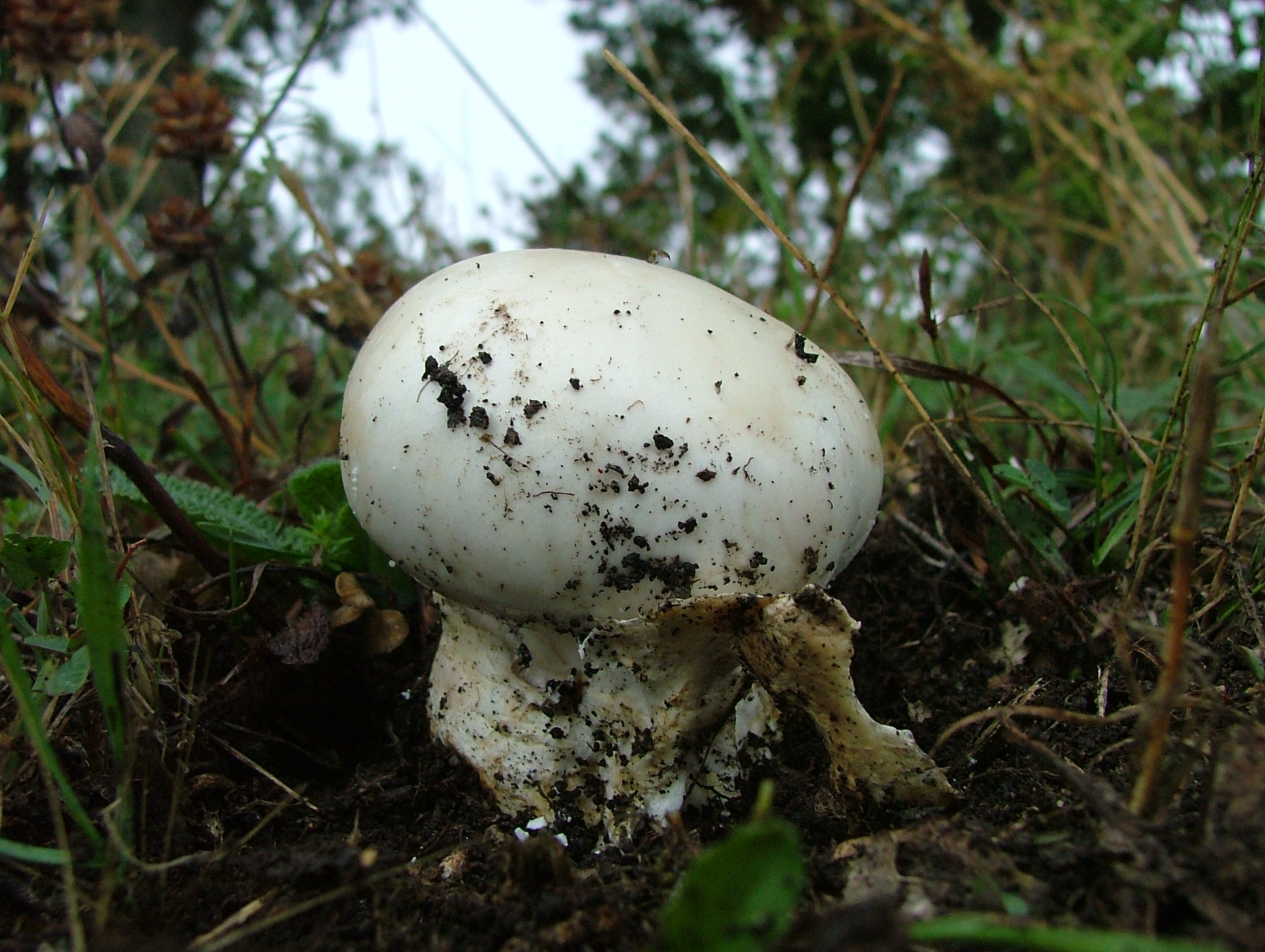
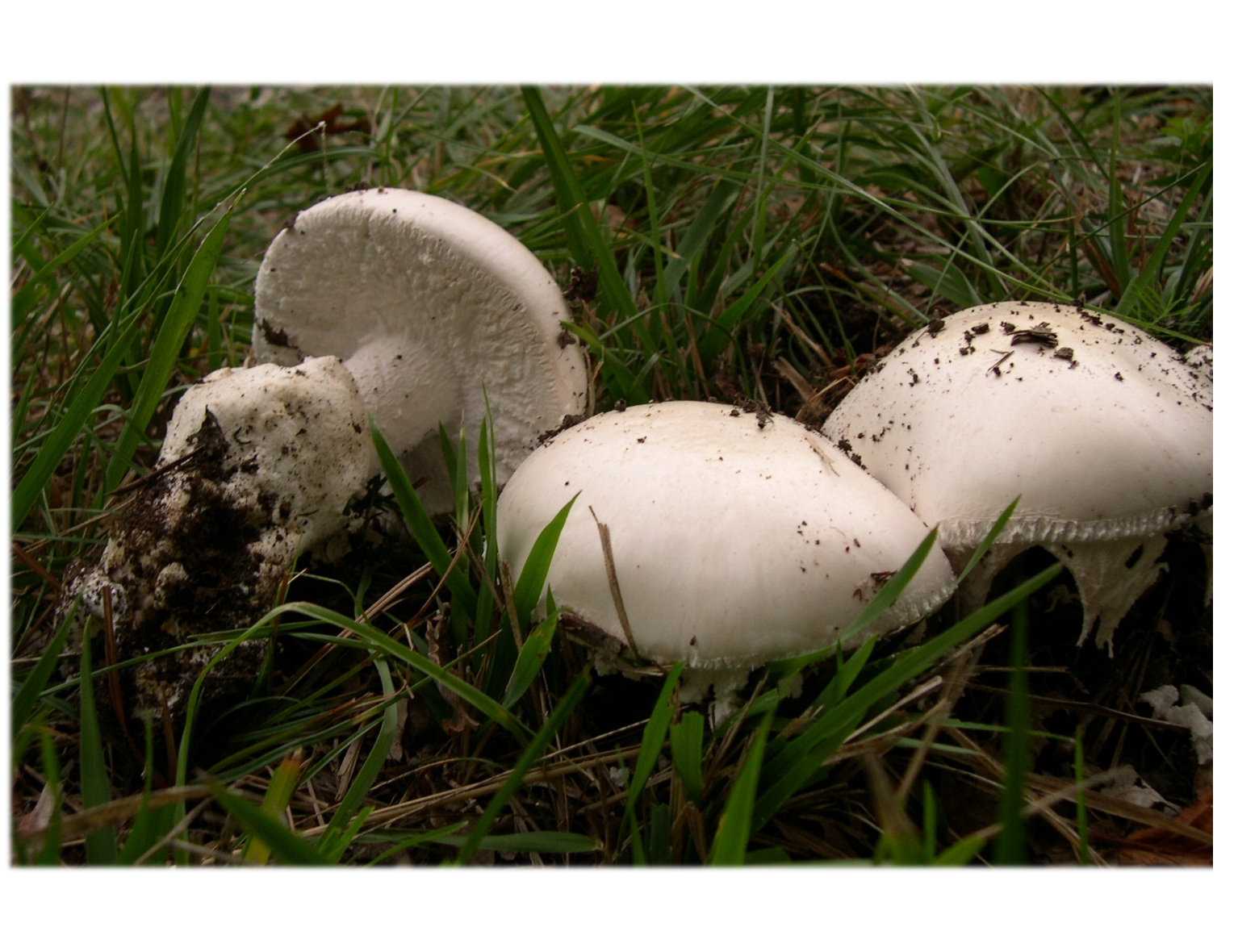